# 西條妃華
西條 妃華（さいじょう ひはな、2004年7月20日 ‐ ）日本の女優である。ホリプロ・インプルーブメント・アカデミー所属。
特技はピアノでありコンクールにも出場している。2014年には第7回エレーナ・リヒテル国際ピアノコンクール小学生部門第1位、第38回ピティナ・ピアノコンペティション連弾初級Aベスト13賞。2016年には第1回ヤマハジュニアピアノコンクールグランドファイナル出場などがあげられる。また絶対音感、初見演奏、伴奏、作曲付けも特技である。
趣味は戦国時代の歴史、読書、芸術鑑賞。

## 出演

### 音楽番組
- ムジカ・ピッコリーノ シーズン5 - 8（2017年4月-2021年3月、NHK Eテレ）ピッピ 役

### テレビドラマ
- 刑事7人シーズン1 第1話（2015年7月15日、テレビ朝日）
- ラヴソング 第1話（2016年、フジテレビ）中村真美（幼少期）役
- 仰げば尊し（2016年、TBS）
- 奥様は、取り扱い注意 第4話（2017年10月25日、日本テレビ）サチコ 役[4]
- コウノドリ第2シリーズ第4話（2017年11月3日、TBS）今橋あやか 役[5]

### 映画
- うさぎ追いし 山極勝三郎物語（2016年11月5日）山極花子 役[6]
- ハナレイ・ベイ（2018年10月19日）サチ（中学時代）役[7]

### CM
- 進研ゼミ・中学準備講座

### 舞台
- ミュージカル「浜村渚の計算ノート」 （2023年） - アキ役